# Drosophila trilutea
Drosophila trilutea este o specie de muște din genul Drosophila, familia Drosophilidae, descrisă de Bock și Wheeler în anul 1972. Conform Catalogue of Life specia Drosophila trilutea nu are subspecii cunoscute.